# Ситроен Ц2
Ситроен Ц2 (фр. Citroën C2) је аутомобил који је производила француска фабрика аутомобила Ситроен. Производио се од 2003. до 2009. године.

## Историјат
Ситроен Ц2 спада у класу малих супермини аутомобила, који се почео производи од јесени 2003. године, заменивши Ситроен саксо. У Кини се продаје са другачијим дизајном заснованим на Пежоу 206. Производња Ц2 је прекинута крајем 2009. године и замењена Ситроеном ДС3 почетком 2010. године.
Уз Ситроен Ц3, Ц2 успешно замењује популарни, али застарели саксо. Два аутомобила имају релативно различити дизајн омогућавају Ситроену да освоји различита под-тржишта у супермини класи. Ц2 је дизајнирао Донато Коко. Ц3 је првобитно замишљен као веће породично возило са 5 врата, док је Ц2 замишљено за младе возаче са 3 врата. Ц2 је на Euro NCAP тесту, 2003. године, добио четири од максималних пет звездица за безбедност.
За разлику од Ситроенових модела Ц1 и Ц3, Ц2 је био жртва лошег рекламирања. Према многима био је највише запостављен модел у Ситроеновој постави у смислу промоције, док су Ц1 и Ц3 добро представљен у медијима. Упркос томе, Ситроен Ц2 је награђен за најбољи европски хечбек за 2003. годину. 2008. године Ц2 је добио редизајн.
Мотори које је користио Ц2 су, бензински од 1.1 (60 КС), 1.4 (73 и 88 КС), 1.6 (109 и 122 КС), и дизел-мотори од 1.4 (68 КС) и 1.6 (109 КС).

## Галерија
- Ц2 (05–08)
- Ц2 (08–09)
- Ц2 у Кини